# David Healy
David Jonathan Healy MBE (født 5. august 1979 i Killyleagh, Nordirland) er en nordirsk tidligere professionel fodboldspiller som har målrekorden (36 scoringer) for Nordirland. Han spillede gennem karrieren for blandt andet Leeds og Fulham.

## Klubkarriere

### Manchester United
Healy blev født og opvoksede i Killyleagh, Nordirland, og han spillede for Crossgar, Lisburn Youth og Down Academy High School i Downpatrick. Han skrev under på en kontrakt med Manchester United i august 1999, kun fire dage inden sin 20-års fødselsdag. Han fik sin debut for Manchester Uniteds førstehold i en League Cup-kamp ude mod Aston Villa den 13. oktober 1999. I februar 2000 blev han udlånt til Port Vale, men lige før han spillede for dem, fik han sin landsholdsdebut for Nordirland.
Han spillede 16 kampe for Port Vale, hvor han scprede tre mål. I den følgende sæson fik han sin anden optræden i League Cup (han blev skiftet ind i det 90. minut i en kamp der kom ud i forlænget spilletid, United tabte til Sunderland), og fik sin Premier League-debut den 28. november 2000, da han blev skiftet ind i anden halvleg i en 2-0-sejr over Ipswich Town. Dettet var hans sidste optræden for United; han skrev nemlig under på en kontrakt for Preston North End på et lån den 29. december 2000, og aftalen blev permanent fem dage senere. Beløbet var på 1.500.000 pund.